# Ardisiandra
Ardisiandra é um género botânico pertencente à família Myrsinaceae.

## Espécies seleccionadas
- Ardisiandra engleri Weim.
- Ardisiandra orientalis Hutch. ex Weim.
- Ardisiandra primuloides Knuth
- Ardisiandra sibthorpioides Hook.f.
- Ardisiandra stolzii Weim.
- Ardisiandra wettsteinii J.Wagner